# البيه البواب (فلم)
البيه البواب هو فيلم مصري عرض عام 1987، بطولة أحمد زكي وصفية العمري وفؤاد المهندس، تأليف يوسف جوهر وإخراج حسن إبراهيم.

## قصة الفيلم
تدور أحداث الفيلم حول البواب عبد السميع (أحمد زكي) الذي ينزح إلى القاهرة برفقة زوجته وأولاده للبحث عن لقمة العيش فيعمل بوابا بإحدى العمارات ويتعرض للكثير من المتاعب، ولكن بذكائه يتمكن من العمل سمسار بجانب مهنة البواب حتى نجح في تحقيق نسبة ليست بقليلة من الأموال وتتوالى الأحداث بين جشعه ووقعه بين أيدي اللعوب إلهام هانم (صفية العمري) التي تسعى للإستيلاء على أمواله عقب طلاقها من زوجها.

## طاقم التمثيل
- أحمد زكي: (عبد السميع)
- صفية العمري: (إلهام)
- فؤاد المهندس: (فرحات)
- رجاء الجداوي: (جمالات)
- محمد رضا: (عبد الرحمن - زوج إلهام)
- سيد زيان: (المستكاوي)
- نعيمة الصغير: (سنية)
- ألفت سكر
- آمال رمزي: (ضيفة شرف)
- فريدة سيف النصر: (ضيفة شرف)
- عزة لبيب: (سامية فرحات)
- وائل نور: (صلاح ابن فرحات)
- مهجة عبد الرحمن: (زينب - زوجة عبد السميع)
- رأفت ماهر لبيب: (مصطفى فرحات - طفل)
- يوسف داود: (والد حازم)
- ليلى جمال: (والدة حازم)
- مجدي صبحي: (حازم)
- فاروق سليمان: (صاحب العمارة)
- شوقي شامخ: (ضابط شرطة)
- حلمي عبد الوهاب: (سيد)
- عثمان عبد المنعم
- أديب الطرابلسي: (الخواجة كرياكوس)
- مختار السيد: (المهندس)
- محمد أبو حشيش: (تاجر بالمزاد)

## فريق العمل
- تأليف: يوسف جوهر
- إخراج: حسن إبراهيم
- مدير التصوير: سمير فرج
- مونتاج: سعيد الشيخ
- إنتاج: أفلام مصر العربية (واصف فايز)
- موسيقى تصويرية: هاني مهنا
- توزيع داخلي: أفلام مصر العربية (واصف فايز)
- توزيع خارجي: الشركة اللبنانية للتجارة والاستثمار السينمائي (صباح إخوان)

## وصلات خارجية
- مقالات تستعمل روابط فنية بلا صلة مع ويكي بيانات